# Добряк Євген Дмитрович
Євге́н Дми́трович Добря́к (нар. 28 лютого 1972, м. Київ) — український політик. Колишній народний депутат України. Член ВО «Батьківщина» з 2003 р., входить до Президії.
Керівник Головного департаменту з питань національної безпеки та оборони Адміністрації Президента України з 9 вересня 2014 р.—1 лютого 2015 р.

## Освіта
Вища повна‚ спеціаліст, Медичний інститут Української асоціації народної медицини, 2001 р., «Лікувальна справа», лікар;
Вища повна‚ магістр, Національна академія оборони України, 2007 р., «Управління у воєнній сфері», магістр управління у воєнній сфері;
Читає і розмовляє арабською мовою.

## Кар'єра
Був радником Прем'єр-міністра України Юлії Тимошенко, помічником народного депутата України Дмитра Гнатюка, народного депутата України Олександра Турчинова.
Був головою «Української партії».

## Парламентська діяльність
Квітень 2002 — кандидат в народні депутати України, виборчій округ № 214, м. Київ, самовисування. «За» 0.86 %, 18 місце з 27 претендентів. На час виборів: лікар-нейрохірург, інтерн в КМАПО імені Шупіка, член «Української партії».
Березень 2006 — кандидат в народні депутати України від «Блоку Юлії Тимошенко», № 136 в списку. На час виборів: слухач першого факультету оперативно-стратегічного рівня Національної академії оборони України, член партії ВО «Батьківщина».
Народний депутат України 6-го скликання з 23 листопада 2007 до 12 грудня 2012 від «Блоку Юлії Тимошенко», № 156 в списку. На час виборів: асистент кафедри оперативної хірургії і топографічної анатомії Інституту екології та медицини, член партії ВО «Батьківщина». Член фракції «Блок Юлії Тимошенко» (з листопада 2007). Голова підкомітету з питань глобальної безпеки і міжнародного співробітництва Комітету у закордонних справах (з грудня 2007).

## Державні ранги
Державний службовець 1-го рангу (грудень 2012).